# Övre Hjukskälstjärnen
Övre Hjukskälstjärnen är en sjö i Vindelns kommun i Västerbotten och ingår i Umeälvens huvudavrinningsområde.